# Roberto Baggio
Roberto Baggio (Caldogno, 1967. február 18. –) világbajnoki ezüst- és bronzérmes olasz válogatott labdarúgó, csatár.
Minden idők egyik legnépszerűbb olasz labdarúgója. Első élvonalbeli bajnokiját 1986. szeptember 21-én játszotta, a Fiorentina színeiben, a bemutatkozása pedig sikeres volt: 2-0-ra legyőzték a Sampdoriát. Az olasz válogatottban 56 alkalommal lépett pályára és gyakorlatilag minden második mérkőzésen szerzett egy gólt, végül 27-nél állt meg. Három világbajnokságon szerepelt (1990, 1994, 1998), ezek közül az 1994-es torna a legemlékezetesebb, amikor a tizenegyesrúgások során kihagyta a büntetőjét a Brazília elleni döntőben. Érdekesség azonban, hogy egyetlen Európa-bajnokságon sem sikerült részt vennie.
Baggio mindhárom tradicionális "nagy" olasz klubban megfordult, a Juventusban 1990 és 1995 között, a Milanban az 1995/1996-os és az 1996/1997-es, az Interben az 1998/1999-es és az 1999/2000-es szezonban szerepelt. Az 1967. február 18-án a Vicenza melletti Caldognóban született Roberto Baggio 1982-ben a Vicenzában kezdte a pályafutását, majd három idényt követően 1985-ben a Fiorentinához szerződött. Itt öt évet töltött el, majd azt követően sorrendben a Juventus (akkor világrekordnak számító 7,7 millió fontnak megfelelő átigazolási összegért), a Milan, a Bologna, az Inter és a Brescia csapatában játszott. 1993-ban megkapta a labdarúgók legrangosabb díját az aranylabdát. A Pelé által összeállított FIFA 100-as listára is felkerült, melyben minden idők legnagyobb élő labdarúgói szerepelnek.
2002-ben Baggiót az ENSZ Élelmezésügyi és Mezőgazdasági Világszervezete jószolgálati nagykövetévé nevezték ki. 2003-ban ő volt az Aranyláb-díj első helyezettje. Emberi jogi aktivizmusa elismeréseként 2010-ben megkapta a Béke embere díjat a Nobel-békedíjasoktól. 2011-ben ő volt az első labdarúgó, akit beválasztottak az Olasz Labdarúgó Hírességek Csarnokába (Hall of Fame del calcio italiano).

## Pályafutása

### Klubcsapatokban

#### 1976–1985: Korai évek, 1985–1990: Fiorentina

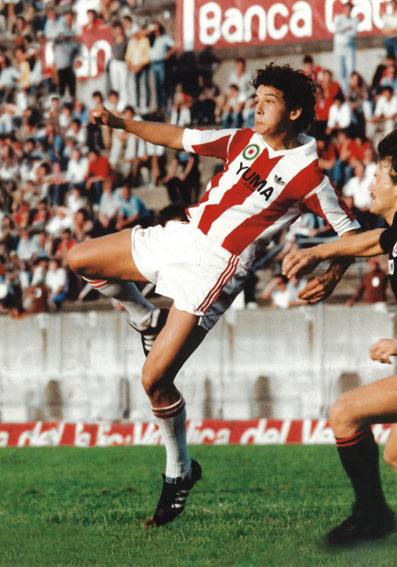
A Vicenza játékosaként az 1982–83-as szezonban

A labdarúgást a Caldogno ifjúsági csapatában kezdte 9 évesen. Két évvel később 26 mérkőzésen már 45 gólt és 20 gólpasszt jegyzett egy idényben és volt olyan mérkőzés, melyen 6 alkalommal is betalált az ellenfél kapujába. A tehetségére felfigyelt a játékosmegfigyelőként dolgozó Antonio Mora és 13 évesen már a Vicenza utánpótlásában játszott. A felnőtt együttesben 1983. június 5-én mutatkozott be egy Piacenza elleni harmadosztályú (Serie C1) bajnoki alkalmával, amit 1–0-ra elveszítettek hazai pályán. Első gólját büntetőből a következő szezon végén 1984. június 3-án szerezte egy Brescia elleni 3–0-ás győzelem alkalmával, de nem ez volt az első találata klub színeiben. 1983. november 30-án már eredményes volt az olasz kupában. Az 1984–85-ös idényben 12 gólt szerzett 29 mérkőzésen. amivel hozzásegítette a Vicenzát a Serie B-be történő feljutáshoz. Baggio azonban kezdte magára felhívni a nagyobb klubok figyelmét és ennek eredményeként 1985-ben leigazolta a Fiorentina. Azonban a szezon végén összeszedett egy komoly sérülést és még a pályafutása is veszélybe került, de a Fiorentina továbbra is hitt benne, és vállalta, hogy elkötelezi magát a átigazolásra, valamint vállalták a szükséges műtét finanszírozását is. A műtétet követő lábadozás miatt az első Fiorentinánál töltött idényében nem lépett pályára a bajnokságban, csak az olasz kupában tudott bemutatkozni. 1986. szeptember 21-én egy Sampdoria elleni 2–0-ás győzelemmel zárult találkozón szerepelt először a Serie A-ban. Egy héttel később ismét megsérült a térde és meg kellett műteni, emiatt a szezon nagy részét kihagyta. Az idény végére visszatért és 1987. május 10-én szabadrúgásból megszerezte első gólját a Diego Maradonával felálló bajnok Napoli ellen. Ez a találat mentette meg a Fiorentinát a kieséstől. Az 1987–88-as szezonban 27 bajnoki 6 alkalommal volt eredményes. Az 1988–89-es szezonban a svéd Sven-Göran Eriksson irányításával az olasz kupa negyeddöntőéig jutottak és Baggio 9 gólt szerzett a sorozatban. A bajnokságban 15 találattal a harmadik helyen végzett a góllövő listán. Az 1989–90-es idényben a Fiorentina a kiesés ellen küzdött, de sikerült bejutniuk az UEFA-kupa döntőjébe, ahol kikaptak a Juventus csapatától. A Fiorentina színeiben összesen 136 mérkőzésen 55 gólt szerzett, ebből 39 volt bajnoki találat, amit 94 mérkőzésen ért el. A kezdeti sérülések ellenére nagyon népszerűvé vált és mai napig a klub egyik legnagyszerűbb játékosának tartják.

#### 1990–1995: Juventus
1990 nyarán a Juventus szerződtette 8 millió fontért, ami abban az időben világrekordnak számított. Megörökölte a 10-es számú mezt, amit korábban Michel Platini viselt. Az átigazolásnak azonban Firenzében nem igazán örültek a szurkolók és zavargások törtek ki az utcán. Az 1990–91-es szezont 12 góllal zárta és bejutott csapatával a kupagyőztesek-Európa-kupája elődöntőjébe, ahol a Johan Cruijff edzette Barcelona jelentette számukra a végállomást. Baggio 9 találattal a sorozat gólkirálya volt és összesen 27 gólt szerzett az idényben. A következő szezonnak új edzővel Giovanni Trapattonival vágtak neki. 18 góllal a második helyen végzett Marco van Basten mögött a góllövő listán és a Juventus is az ezüstérmet szerezte be a bajnokságban a Milan előtt. Ebben a szezonban kezdték a Juventus szurkolói elfogadni és vezéregyéniségnek tekinteni. Az 1992–93-as szezonban már csapatkapitányként lépett pályára. Az 1993-as UEFA-kupa döntőjében a német Borussia Dortmundot 6–1-es összesítéssel győzték le, amiből Baggio 3 góllal vette ki a részét. A szezon egyik legemlékezetesebb mérkőzésén 5–0-ra győzték le az Udinesét hazai pályán és azon a találkozón Baggio négy gólt szerzett. Végül a negyedik helyen zártak, de idegenben sikerült 3–1-re legyőzniük a rivális Milánt. 21 góllal ismét a második helyen végzett, ezúttal Giuseppe Signori volt nála eredményesebb 26 találattal. 1993-as naptári évben Baggio személyes rekordot állított fel, 39 gólt szerzett valamennyi sorozatban és megválasztották az év labdarúgójának Európában. Emellett megkapta az év labdarúgója címet a FIFA-tól és a World Soccer magazintól, valamint az Onze d'Or serlegét is neki ítélték oda. Az 1993–94-es szezonban gyakran játszott Gianluca Vialli és Fabrizio Ravanelli, valamint a fiatal feltörekvő Alessandro Del Piero csatártársaként. A Milan mögött ismét a második helyen végeztek a Serie A-ban, Baggio pedig 17 találattal a harmadik helyen végzett a góllövők rangsorában. 1993. október 31-én mesterhármast ért el a Genoa elleni 4–0-ás győzelem alkalmával, ami magába foglalta a századik Serie A-ban szerzett gólját is. 1993. december 5-én a Napoli elleni 1–0-ás győzelemmel zárult találkozón a 200. Serie A mérkőzését játszotta. Az 1994-es Aranylabda szavazásán a második helyen végzett Hriszto Sztoicskov mögött és a harmadik helyet szerezte meg a FIFA év játékosa szavazásán. Az 1994–95-ös szezonban a Trapattonit váltó Marcello Lippi már kevésbé számolt Baggióval. A szezon nagy részében sérült volt, miután 1994. november 27-én térdsérülést szenvedett a Padova elleni bajnokin. 1995. március 8-án egy Lazio elleni kupamérkőzésen tért vissza. Sérülése miatt mindössze 17 mérkőzésen lépett pályára a bajnokságban és 8 gólt szerzett, ezzel is hozzásegítve a Juventust a bajnoki címhez. Ebben az idényben az olasz kupát is sikerült megnyerniük és bejutottak az UEFA-kupa döntőjébe, ahol Baggio jó teljesítményt nyújtott, ennek ellenére vereséget szenvedtek a Parma ellen. A Juventusnál töltött öt szezon során 200 mérkőzésen 115 alkalommal volt eredményes, ebből 141 mérkőzést a Seria A-ban játszott és ezeken a bajnokikon 78 gólt szerzett.

#### 1995–1997: Milan, 1997–1998: Bologna

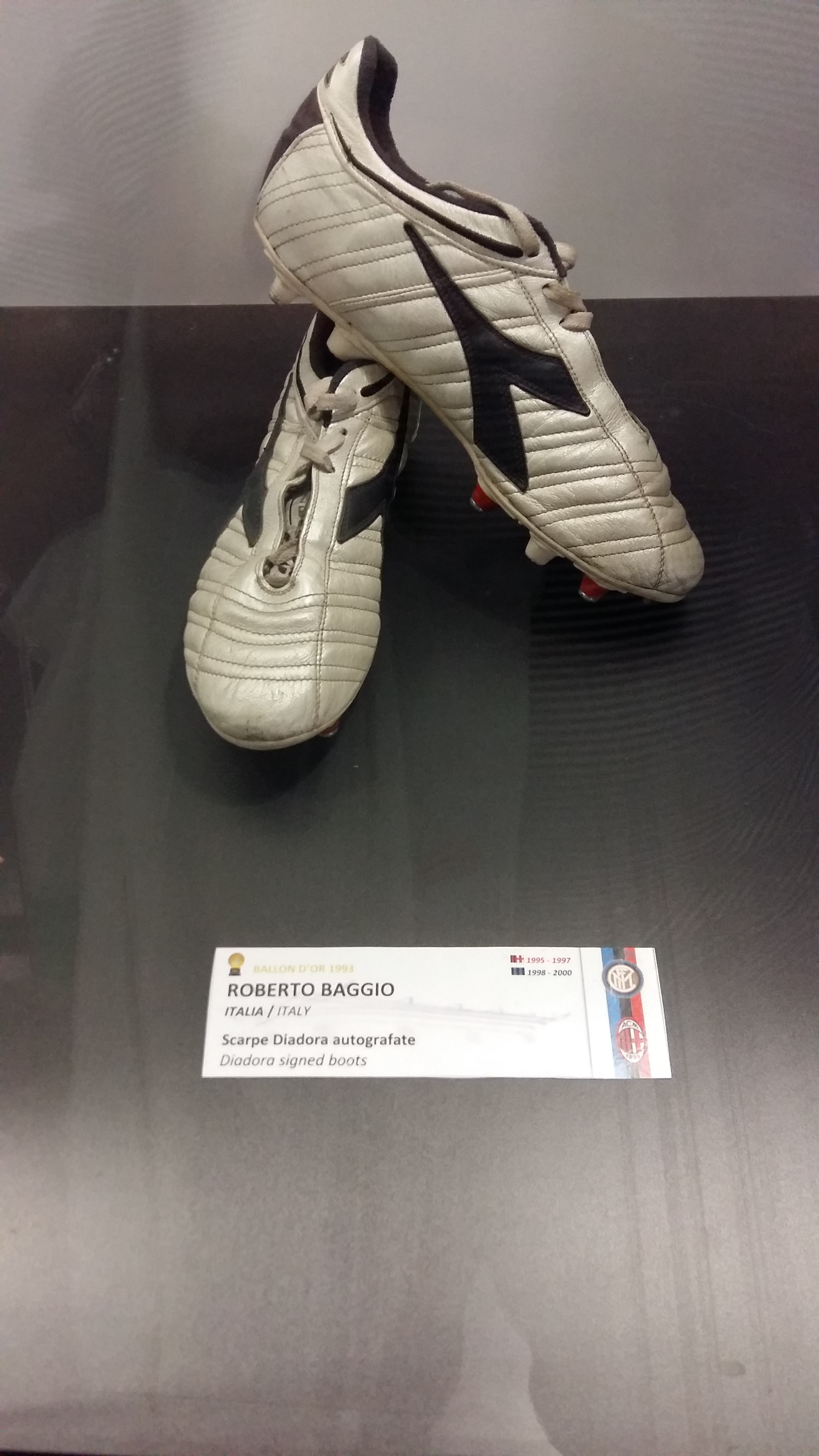
Baggio Diadora márkájú cipői a San Siro múzeumában kiállítva

1995-ben Marcello Lippi már nem számolt Baggióval és helyett inkább Alessandro Del Pierót favorizálta, aki megörökölte Baggio 10-es mezét. Baggio nehézségekbe ütközött a vezetőséggel szemben, mivel kijelentették, csak abban az esetben hosszabbítják meg szerződését, ha 50%-kal csökkenti a fizetési igényét. Az AC Milan elnöke Silvio Berlusconi és a vezetőedző Fabio Capello erős nyomására 6,8 millió fontért eladták a Milánnak, ami ellen a Juventus szurkolói tiltakoztak. Bár kezdetben sérüléssel bajlódott, de hamarosan bemutatkozhatott új klubjában és kinevezték a csapat első számú büntetőrúgójának. Segített a Milannak bajnoki címet szerezni, miután a bajnoki címet eldöntő mérkőzésen büntetőből gólt szerzett korábbi csapata, a Fiorentina ellen. a szezont 34 mérkőzéssel és 10 góllal zárta. Egyike lett azoknak a játékosoknak, akik két egymást követő évben különböző csapatokkal megnyerték a Scudettót. A szezon vége felé nézeteltérése támadt Fabio Capellóval a korlátozott játékidő miatt, mivel az edző úgy ítélte meg, hogy már nem volt elég jó állapotban ahhoz, hogy 90 percet töltsön a pályán. Baggio gyakran volt kezdő, de sokszor lecserélték a második félidőben és mindössze kilenc mérkőzést játszott végig. Az 1996–97-es szezonban az új vezetőedző Óscar Tabárez érkezésével eleinte kimaradt a kezdőcsapatból, de később sikerült meggyőznie az uruguayi mestert, hogy számíthat rá, így Baggio visszakerült a kezdőbe. Azonban a gyenge eredmények miatt a kispadra került. Az új edző Arrigo Sacchi korábbi olasz szövetségi kapitány lett, akinek játékosaként Baggio ezüstérmet szerzett az 1994-es világbajnokságon. Sacchi kevés játékidőt biztosított Baggiónak, ami a formájára is hatással volt. A Milan nem tudta megvédeni a bajnoki címét és csak a csalódást keltő 11. helyen végzett. Baggio az 1996–97-es idényben debütált a bajnokok ligájában és megszerezte első gólját a sorozatban, bár a Milan a csoportkört követően búcsúzott. A Milánnál töltött évek alatt 67 mérkőzésen 19 alkalommal talált az ellenfelek kapujába. 1997-ben Capello visszatért a Milan kispadjára és kijelentette, hogy Baggio nem szerepel a tervei között. Ennek hatására úgy döntött, hogy Parmába költözik, de az akkori vezetőedző Carlo Ancelotti akadályozta az átigazolását, mert úgy érezte, hogy nem fér bele az elképzeléseibe. Végül a Bologna igazolt le, hogy segítse a csapatot a kiesés elleni küzdelemben és kiharcolja a helyét az olasz válogatott keretében az 1998-as világbajnokságra. Visszanyerte a korábbi formáját és 22 gólt szerzett, a Bologna pedig a nyolcadik helyen zárta az 1997–98-as szezont. 1998. január 11-én az Empoli elleni 0–0-ás döntetlennel zárult mérkőzés alkalmával a 300. mérkőzését játszotta a Serie A-ban.

#### 1998–2000: Internazionale
Az 1998-as világbajnokságot követően Baggio gyerekkori kedvenc klubjához az Internazionaléhoz igazolt. 1998. augusztus 12-én játszotta első mérkőzését az Inter színeiben a bajnokok ligája selejtezőkörének második fordulójában a Skonto FK ellen 4–0-ra megnyert mérkőzésen, melyen gólt szerzett és kiosztott három gólpasszt. Ebben a szezonban sűrűn váltották egymást az edzők az Inter kispadján, Baggiót sérülések is hátráltatták, ezért nem nagyon tudott a csapat meghatározó tagja lenni és jobbára csereként számoltak vele. 23 bajnokin 5 gólt szerzett, az Inter pedig a nyolcadik helyen végzett és a következő idényben lemaradt az európai kupasorozatokról. A bajnokok ligájában négy alkalommal volt eredményes és a negyeddöntőig jutottak, ahol a későbbi győztes Manchester United jelentette a végállomást.
Az 1999–2000-es szezonban a korábbi Juventus edzőt Marcello Lippit nevezték ki az Inter vezetőedzői posztjára. Mindez nem kedvezett Baggio számára és a szezon nagy részében Lippi kihagyta a keretből, arra hivatkozva, hogy nem volt megfelelő formában. A Serie A-ban 18 mérkőzésen 4 gólt szerzett és ötször szerepelt az olasz kupában. A kevés lehetőség ellenére több fontos gólt is szerzett a szezonban, ezzel segítette az Intert a negyedik hely megszerzésében. A Milan elleni olasz kupa negyeddöntőben betalált és később bejutottak a sorozat döntőjébe, ahol a Lazio ellen azonban vereséget szenvedtek. A Parma elleni bajnokin két góllal járult hozzá a 3–1-es győzelemhez, ami a bajnokok ligája selejtező szempontjából volt fontos az Inter számára.

#### 2000–2004: Brescia
Az Internél töltött két évet követően Baggio úgy döntött, hogy nem újítja meg a szerződését a Marcello Lippivel történő konfliktusok miatt és szabad listára került. Számos olasz és külföldi klub is érdeklődött iránta, de végül a Serie A-ban frissen felkerült Brescia ajánlatát fogadta el, hogy nagyobb esélye legyen bekerülni a 2002-es világbajnokságon résztvevő válogatott keretébe. Az új klubjában megkapta a 10-es mezt és támadó középpályásként számoltak vele. A 2000–01-es idényben 25 találkozón 10 gólt szerzett, a Brescia pedig a hetedik helyen végzett, ami a klub történetének legjobb helyezése volt az első osztályban. Baggio segített bejutni a Bresciának a 2001-es Intertotó-kupa döntőjébe, ahol a Paris Saint-Germain ellen is betalált. Teljesítménye miatt jelölték a 2001-es Aranylabdára és összesítésben a 25. helyen végzett.
A 2001–02-es szezon első kilenc mérkőzésén nyolc gólt szerzett és vezette a góllövőlistát. A nyolcadik fordulóban gólt szerzett a Piacenza ellen ellen, de kisebb sérülést szedett össze, egy héttel később a Venezia elleni bajnokin is betalált büntetőből, de egy ütközést követően már súlyos sérülést szenvedett. 2002. január 31-én a Parma elleni olasz kupa mérkőzésen ismét megsérült. 2002. február 4-én megműtötték és csak a szezon utolsó három mérkőzésére tért vissza. 2002. április 21-én a Fiorentina elleni bajnokin csereként beállva két gólt szerzett. A Bologna ellen szintén betalált az utolsó játéknapon, amivel megmentette a Bresciát a kieséstől, a mérlege pedig így 12 mérkőzése elért 11 gól lett. A teljesítménye és a közvélemény igénye ellenére Giovanni Trapattoni szövetségi kapitány nem tartotta teljesen egészségesnek, ezért lemaradt a 2002-es világbajnokságról. A 2002–03-as szezonban 12 gólt szerzett, amivel a Bresciát a nyolcadik helyhez és újabb Intertotó-kupa induláshoz segítette. 2002. december 15-én a Perugia elleni 3–1-es győzelem alkalmával büntetőből megszerezte pályafutása 300. gólját.
A 2003–04-es szezont volt pályafutása utolsó szezonja. 2004. március 14-én a Parma elleni 2–2-es döntetlent hozó bajnoki találkozón megszerezte a 200. gólját a Serie A-ban. A Brescia az idényt a tizenegyedik helyen zárta. Baggio volt az első játékos 30 év után, akinek sikerült elérnie a 200 gólos mérföldkövet. 2004. május 9-én szerezte a Laziónak lőtte utolsó, egyben pályafutása 205. gólját az olasz első osztályban. Utolsó mérkőzését 2004. május 16-án játszotta a szezon utolsó játéknapján a San Siróban a Milan ellen. A 88. percben De Biasi lecserélte Baggiót, amit a San Siróban jelenlévő mintegy 80 ezer ember tapssal honorált. A Brescia színeiben négy szezon alatt összesen 101 mérkőzésen lépett pályára és 46 alkalommal volt eredményes. Pályafutását 205 bajnoki találattal zárta, amivel minden idők hetedik legeredményesebb játékosa a Serie A-ban. Mindössze Silvio Piola, Francesco Totti (aki 2011-ben előzte meg), Gunnar Nordahl, Giuseppe Meazza, José Altafini és Antonio Di Natale (aki 2015-ben előzte meg) van előtte ebben a rangsorban. Baggio 10-es számú mezét a Brescia az ő tiszteletére visszavonultatta, és őt tartják a klub valaha volt legjobb játékosának. Mielőtt Baggio csatlakozott volna a Bresciához, több mint 40 éven keresztül soha nem tudták elkerülni a kiesést feljutóként. Baggio vezérletével négy év alatt a Brescia a legjobb Serie A sorozatot érte el és soha nem esett ki.

### A válogatottban

#### Utánpótlás válogatottak és felnőtt debütálás
1988 és 2004 között 56 mérkőzésen lépett pályára az olasz válogatottban és 27 gólt szerzett. Alessandro Del Pieróval negyedik helyen áll a góllövők rangsorában, de utóbbi 91 mérkőzésen érte el a 27 gólt.. 1984-ben 3 mérkőzésen szerepelt az U16-os válogatottban és Cesare Maldini edzősége idején 1 alkalommal játszott az U21-es válogatottban: 1987. október 16-án Svájc ellen. A felnőtt csapatban 1988. november 16-án mutatkozott be Azeglio Vicini szövetségi kapitány alatt egy Hollandia elleni barátságos mérkőzésen, amit 1–0-ra megnyerte az olaszok Gianluca Vialli góljával, akinek a gólpasszt Baggio adta. Első gólját 1989. április 22-én szabadrúgásból szerezte egy Uruguay elleni 2–2-es döntetlenre végződő barátságon mérkőzésen Veronában.

#### 1990-es világbajnokság
A hazai környezetben megrendezésre kerülő 1990-es világbajnokágon bekerült a keretbe és ez volt az első nagy tornája. Baggio az olaszok összes mérkőzésén pályára lépett, a hét találkozóból 4 alkalommal a kezdőben. Kétszer volt eredményes a világbajnokságon, az egyik gólját a Csehszlovákia elleni csoportmérkőzésen szerezte, ami később a torna góljának választottak és a világbajnokságok történetének hetedik legszebb találata lett egy FIFA szavazáson. Az Uruguay elleni nyolcaddöntőben betalált szabadrúgásból, amit a játékvezető később érvénytelenített, mert eredetileg közvetett szabadrúgást ítélt meg. Az Írország elleni negyeddöntőben is gólt lőtt, de azt tévesen visszavonták lesre hivatkozva. Az Argentína ellen elődöntő 1–1-es döntetlennel zárult és büntetőrúgásokkal maradtak alul az olaszok, báb Baggio belőtte a saját büntetőjét. Az Anglia elleni bronzmérkőzésen megszerezte csapata első gólját, miután elcsente a labdát az angol kapustól Peter Shiltontól. Nem sokkal a vége előtt David Platt kiegyenlített, de a cserekén beállt Salvatore Schillaci büntője révén ismét az olaszoknál volt az előny. Baggio rendszeresen rúgott tizenegyeseket a válogatottban, de átengedte Schillacinak, mert versenyben volt az aranycipő megnyeréséért, amiért az olasz média elismerésben részesítette. Az utolsó percekben még egy gólpasszt is kiosztott  Nicola Bertinek, de tévesen lesnek ítélték. Olaszország 2–1-re nyerte a mérkőzést és ezzel megszerezte a harmadik helyet.
Az 1992-es Európa-bajnokság selejtezőiben nem sok lehetőséget kapott, mindössze háromszor lépett pályára és két gólt szerzett, Olaszország pedig a Szovjetunió mögött csak a második helyen végzett a csoportban, amivel lemaradt a tornáról.

#### 1994-es világbajnokság

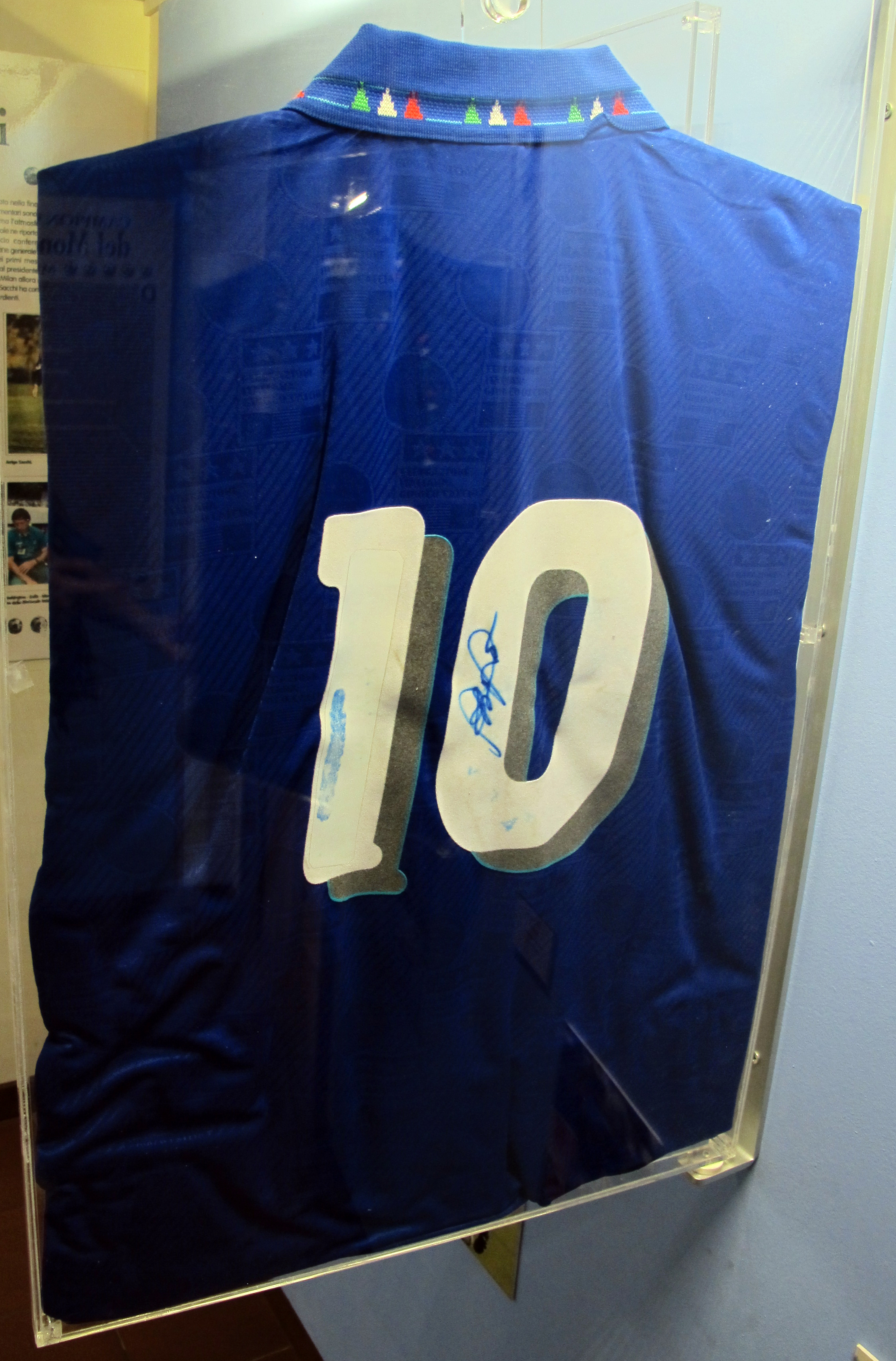
Roberto Baggio 1994-es világbajnokságon viselt 10-es számú meze

Az 1994-es világbajnokság selejtezőinek új szövetségi kapitánnyal Arrigo Sacchival vágtak neki. Baggio vezéregyéniségként 10 mérkőzésen 5 alkalommal találat az ellenfelek kapujába, az olasz válogatott pedig egy ponttal Svájc előtt megnyerte a csoportját és kijutott a világbajnokságra. A tornát megelőző sorozatos sérülések ellenére, úgy számolt a közvélemény, hogy az 1994-es világbajnokság egyik meghatározó játékosa lesz, mert ekkor volt a pályafutása csúcsán. A nagy várakozások ellenére Írország ellen egy csalódást keltő 1–0-ás vereséggel kezdték a tornát New Jerseyben. A második csoportmérkőzésen Norvégiával találkoztak, ahol kiállították az olasz kapust Gianluca Pagliucát és ezért Sacchinak át kellett szerveznie a csapatot, aminek a következtében Baggiót lecserélte. Ezzel kinyilvánította a szurkolók nemtetszését és Baggio sem örült a döntésnek. Végül az olaszok 1–0-ra megnyerték a találkozót a névrokon Dino Baggio góljával. A harmadik csoportmérkőzésen is csalódást keltett a válogatott, mert csak 1–1-es döntetlent játszottak Mexikóval. Baggio miután a csoportkörben alul teljesített az egyenes kieséses szakaszra visszanyerte a korábbi formáját. A Nigéria elleni nyolcaddöntőben két gólt szerzett és hátrányból fordította meg a mérkőzés állását és biztosította be Olaszország 2–1-es győzelmét. A negyeddöntőben Spanyolországgal találkoztak, ahol 1–1-es döntetlenre állt a párharc, de Baggio a 88. percben továbblőtte az olaszokat. A Bulgária elleni elődöntőben két gólt szerzett, amire a bolgárok csak egy találattal tudtak válaszolni és a 2–1-es győzelem azt jelentette, hogy Olaszország 12 év elteltével ismét világbajnoki döntőt játszhatott. A Brazíliával vívott döntő előtt nem volt teljesen egészséges állapotban, miután az elődöntőben meghúzódott a combhajlító izma és injekcióval játszott. A döntőt a kaliforniai Pasadénában rendezték a Rose Bowl stadionban. A mérkőzés 0–0-ás döntetlennel ért véget, mert sem a rendes játékidőben, sem a hosszabbításban nem született gól. A tizenegyesrúgások során az utolsóhoz állt oda és a keresztléc fölé rúgta, ami azt jelentette, hogy Brazília nyerte a világbajnokságot és ez a mozdulat Baggio pályafutásának ikonikus mozzanata lett.
Az 1994-es világbajnokságot követően Baggio és Sacchi kapcsolata megromlott, miután az 1996-os Európa-bajnokság selejtezőiben 1–1-es döntetlent játszottak Szlovéniával, ahol Baggio a kispadra került. 1994. november 16-án Horvátország ellen hazai pályán szenvedtek 2–1-es vereséget és ekkor a kapcsolatuk a mélypontra zuhant. Baggio több csapattára támogatásával kérte a szövetségi kapitány felmentését. A nézeteltérés miatt ritkán kapott meghívót a válogatottba és csak a Szlovénia ellen 1–0-ra megnyert selejtezőn lépett pályára csereként 1995. szeptember 9-én. A kimaradások miatt nem került be az 1996-os Európa-bajnokságon szereplő csapat keretébe, annak ellenére, hogy abban az évben bajnoki címet szerzett a Milánnal. Sacchi azzal indokolta a döntését, hogy Baggio nem volt formában és Enrico Chiesa többet segített a csapatnak. Az olaszok végül a csoportkörből sem jutottak tovább a tornán.

#### 1998-as világbajnokság
A válogatotthoz hosszú kihagyást követően Cesare Maldini hívta meg ismét a Lengyelország ellen 1997. április 30-án Nápolyban rendezett világbajnoki selejtezőre, amit 3–0-ra megnyertek az olaszok és Baggio csereként beállva gólt szerzett. Később bekerült az 1998-as világbajnokságra utazó válogatott 22 fős keretébe. Az 1998-as tornán Chile ellen bekerült a kezdőbe Christian Vieri csatártársaként. A gólok sorát Vieri nyitotta meg Baggio gólpasszából, azonban később a chileieknek sikerült fordítaniuk. A mérkőzés vége felé büntetőhöz jutottak az olaszok és Baggio állt oda értékesíteni. Ezzel a találattal ő lett az első olasz játékos, akinek sikerült három világbajnokságon is gólt szereznie. A második csoportmérkőzésen Kamerunt győzték le 3–0-ra. itt is a kezdőben kapott helyet, adott egy gólpasszt Luigi Di Biagiónak, a második félidőben pedig Alessandro Del Piero váltotta csereként. Az Ausztria elleni találkozón a kispadon kezdett és a második félidőben állt be, ezúttal ő váltotta Del Pierót. A mérkőzés utolsó percében gólt szerzett és beállította a 2–1-es olasz győzelmet. Ezzel a góllal megdöntötte Paolo Rossi korábbi rekordját a világbajnokságokon szerzett gólok számában 9 találattal. Ez volt a 27. és egyben az utolsó gólja a nemzeti csapatban. Norvégia ellen a nyolcaddöntőben nem lépett pályára, de az olaszoknak Vieri góljával sikerült továbbjutniuk. A későbbi világbajnok Franciaország elleni negyeddöntőben a második félidőben Del Piero cseréjeként lépett pályára. A mérkőzés 0–0-ás döntetlennel ért véget és következett a hosszabbítás, ahol Baggio állt legközelebb az aranygól megszerzéséhez, miután Demetrio Albertini átívelt beadását átemelte Fabien Barthez felett, de nem sikerült eltalálnia a kaput. A ráadásban sem született gól, majd következtek a tizenegyesrúgások, melyben Baggio bár értéksítette az elsőt, végül Olaszország alul maradt. Az olaszok egymás után három tornán estek ki tizenegyesrúgásokat követően. A mérkőzés után Cesare Maldini rengeteg kritikát kapott, amiért Baggio helyett Del Pierót kezdette és nem engedte, hogy a két játékos egyszerre legyen a kezdőben.

#### 1998–2004 közötti időszak
A 2000-es Európa-bajnokság selejtezőiben Dino Zoff kapitánysága alatt három találkozón lépett pályára. A Wales elleni 2–0-ás győzelem alkalmával csereként kapott lehetőséget. A Norvégia elleni 0–0-ás és a Fehéroroszország elleni 1–1-es döntetlent hozó találkozók voltak az utolsó tétmérkőzései a válogatottban. A kevés lehetőség és a korlátozott játékidő miatt nem került be az olaszok 2000-es Európa-bajnoki keretébe. Zoff olyan fiatal támadójátékosok köré építette a csapatát, mint Francesco Totti, Alessandro Del Piero, Stefano Fiore, Marco Delvecchio, Filippo Inzaghi és Vincenzo Montella. Baggiót 2000-ben Olaszországban az évszázad játékosának választották.
A 2002-es világbajnoki keretbe se válogatták be, mert Giovanni Trapattoni szövetségi kapitány úgy gondolta, hogy nincs megfelelő formában és nem épült fel a korábbi súlyos sérüléséből. Eleinte szerette volna nevezni a 23-as keretbe, de végül kimaradt, amiért a szurkolók és a szakértők sokat bírálták, főleg azután, hogy Olaszország a legjobb tizenhat között a Dél-Koreától elszenvedett vereséget követően búcsúzott a torna további küzdelmeitől. Sok szurkoló reménykedett abban, hogy a 2004-es Európa-bajnokságon vagy a 2004. évi nyári olimpiai játékokon pályára lép majd, de egyik tornára sem nevezték. 2004. április 28-án azonban Trapattoni meghívót küldött Baggiónak a Spanyolország elleni barátságos mérkőzésre, melyen megkapta a 10-es mezt és viselhette a csapatkapitányi karszalagot is. A mérkőzés 1–1-re végződött és Baggio vastapsot kapott a szurkolóktól, amikor Fabrizio Miccoli csereként váltotta. Ez volt az 56., egyben utolsó mérkőzése az olasz válogatottban, és Silvio Piola visszavonulása óta először ünnepelték így egy olasz labdarúgó pályafutását.
Baggio az egyetlen olasz játékos, aki három különböző világbajnokságon is gólt szerzett, 9 találattal, Christian Vieri és Paolo Rossi társaságában a világbajnokságok legeredményesebb olasz játékosai közé tartozik. Az 1990-es, az 1994-es és az 1998-as világbajnokságon nyújtott teljesítménye ellenére soha nem játszott az Európa-bajnokságon és jelenleg a legtöbb válogatottsággal rendelkező olasz játékos, aki sohasem lépett pályára Európa-bajnoki mérkőzésen.

## Sikerei, díjai
Vicenza
- Olasz harmadosztályú bajnok (1): 1984–85

Fiorentina
- UEFA-kupa döntős (1): 1989–90

Juventus
- Olasz bajnok (1): 1994–95
- Olasz kupagyőztes (1): 1994–95
- Olasz kupadöntős (1): 1991–92
- Olasz szuperkupadöntős (1): 1990
- UEFA-kupa győztes (1): 1992–93
- UEFA-kupa döntős (1): 1994–95

AC Milan
- Olasz bajnok (1): 1995–96

Internazionale
- Olasz kupadöntős (1): 1999–2000

Brescia
- Intertotó-kupa döntős (1): 2001

Olaszország
- Világbajnoki döntős (1): 1994
- Világbajnoki bronzérmes (1): 1990

Egyéni
- Guerin d'Oro (A Serie C legjobb játékosa): 1985
- Bravo díj: 1990
- A Kupagyőztesek Európa-kupája gólkirálya (1): 1990–91 (9 góllal)
- Aranylabda (1): 1993
- Az év labdarúgója (FIFA) (1): 1993
- World Soccer magazin – Az év játékosa (1): 1993
- Onze d’Or díj (1): 1993
- A világbajnokság ezüstlabdása (1): 1994
- A világbajnokság All-Star csapatának a tagja (1): 1994
- A World Soccer magazin – 100 legnagyszerűbb játékos a 20. században tagja (1999)
- Az IFFHS – A 20. század olasz labdarúgói: 1999 (9. helyezett)
- Az IFFHS – A 20. század európai labdarúgói: 1999 (53. helyezett)
- France Football – A század labdarúgója: 1999 (18. helyezett)
- FIFA XI (2): 2000, 2002
- Golden Foot-díj (1): 2003
- A FIFA 100 tagja (2004)

## Játékos stasztikái

### Klubcsapatokban
| Klub           | Szezon         | Bajnokság      | Bajnokság | Bajnokság | Olasz kupa | Olasz kupa | Európai | Európai | Egyéb | Egyéb | Összesen | Összesen |
| Klub           | Szezon         | Liga           | Mérk.     | Gólok     | Mérk.      | Gólok      | Mérk.   | Gólok   | Mérk. | Gólok | Mérk.    | Gólok    |
| -------------- | -------------- | -------------- | --------- | --------- | ---------- | ---------- | ------- | ------- | ----- | ----- | -------- | -------- |
| Vicenza Calcio | 1982–83        | Serie C1       | 1         | 0         | 0          | 0          | —       | —       | —     | —     | 1        | 0        |
| Vicenza Calcio | 1983–84        | Serie C1       | 6         | 1         | 4          | 0          | —       | —       | 2     | 1     | 12       | 2        |
| Vicenza Calcio | 1984–85        | Serie C1       | 29        | 12        | 5          | 2          | —       | —       | —     | —     | 34       | 14       |
| Vicenza Calcio | Összesen       | Összesen       | 36        | 13        | 9          | 2          | —       | —       | 2     | 1     | 47       | 16       |
| Fiorentina     | 1985–86        | Serie A        | 0         | 0         | 5          | 0          | —       | —       | —     | —     | 5        | 0        |
| Fiorentina     | 1986–87        | Serie A        | 5         | 1         | 4          | 2          | 1       | 0       | —     | —     | 10       | 3        |
| Fiorentina     | 1987–88        | Serie A        | 27        | 6         | 7          | 3          | —       | —       | —     | —     | 34       | 9        |
| Fiorentina     | 1988–89        | Serie A        | 30        | 15        | 10         | 9          | —       | —       | 1     | 0     | 41       | 24       |
| Fiorentina     | 1988–89        | Serie A        | 32        | 17        | 2          | 1          | 12      | 1       | —     | —     | 46       | 19       |
| Fiorentina     | Összesen       | Összesen       | 94        | 39        | 18         | 15         | 13      | 1       | 1     | 0     | 137      | 55       |
| Juventus       | 1990–91        | Serie A        | 33        | 14        | 5          | 3          | 8       | 9       | 1     | 1     | 47       | 27       |
| Juventus       | 1991–92        | Serie A        | 32        | 18        | 8          | 4          | —       | —       | —     | —     | 40       | 22       |
| Juventus       | 1992–93        | Serie A        | 27        | 21        | 7          | 3          | 9       | 6       | —     | —     | 43       | 30       |
| Juventus       | 1993–94        | Serie A        | 32        | 17        | 2          | 2          | 7       | 3       | —     | —     | 41       | 22       |
| Juventus       | 1988–89        | Serie A        | 17        | 8         | 4          | 2          | 8       | 4       | —     | —     | 29       | 14       |
| Juventus       | Összesen       | Összesen       | 141       | 78        | 26         | 14         | 32      | 22      | 1     | 1     | 200      | 115      |
| AC Milan       | 1995–96        | Serie A        | 28        | 7         | 1          | 0          | 5       | 3       | —     | —     | 34       | 10       |
| AC Milan       | 1996–97        | Serie A        | 23        | 5         | 5          | 3          | 5       | 1       | 0     | 0     | 33       | 9        |
| AC Milan       | Összesen       | Összesen       | 51        | 12        | 6          | 3          | 10      | 4       | 0     | 0     | 67       | 19       |
| Bologna        | 1997–98        | Serie A        | 30        | 22        | 3          | 1          | —       | —       | —     | —     | 33       | 23       |
| Internazionale | 1998–99        | Serie A        | 23        | 5         | 4          | 0          | 6       | 4       | 2     | 1     | 35       | 10       |
| Internazionale | 1999–00        | Serie A        | 18        | 4         | 5          | 1          | —       | —       | 1     | 2     | 24       | 7        |
| Internazionale | Összesen       | Összesen       | 41        | 9         | 9          | 1          | 6       | 4       | 3     | 3     | 59       | 17       |
| Brescia        | 2000–01        | Serie A        | 25        | 10        | 3          | 0          | —       | —       | —     | —     | 28       | 10       |
| Brescia        | 2001–02        | Serie A        | 12        | 11        | 1          | 0          | 2       | 1       | —     | —     | 15       | 12       |
| Brescia        | 2002–03        | Serie A        | 32        | 12        | 0          | 0          | —       | —       | —     | —     | 32       | 12       |
| Brescia        | 2003–04        | Serie A        | 26        | 12        | 0          | 0          | 0       | 0       | —     | —     | 26       | 12       |
| Brescia        | Összesen       | Összesen       | 95        | 45        | 4          | 0          | 2       | 1       | —     | —     | 101      | 46       |
| Teljes Karrier | Teljes Karrier | Teljes Karrier | 488       | 217       | 85         | 36         | 63      | 32      | 7     | 5     | 643      | 291      |

### A válogatottban
| Olaszország | Olaszország | Olaszország |
| Év          | Mérk.       | Gólok       |
| ----------- | ----------- | ----------- |
| 1988        | 1           | 0           |
| 1989        | 6           | 3           |
| 1990        | 9           | 4           |
| 1991        | 2           | 1           |
| 1992        | 7           | 6           |
| 1993        | 7           | 5           |
| 1994        | 12          | 5           |
| 1995        | 1           | 0           |
| 1996        | —           | —           |
| 1997        | 2           | 1           |
| 1998        | 6           | 2           |
| 1999        | 2           | 0           |
| 2000        | —           | —           |
| 2001        | —           | —           |
| 2002        | —           | —           |
| 2003        | —           | —           |
| 2004        | 1           | 0           |
| Összesen    | 56          | 27          |

## Külső hivatkozások
- Roberto Baggio hivatalos honlapja
- Roberto Baggio adatlapja a National-Football-Teams.com oldalon (angolul)

- Roberto Baggio (olasz nyelven). figc.it, Olasz labdarúgó-szövetség (FIGC)
- Roberto Baggio (francia, angol nyelven). FootballDatabase.eu
- Roberto Baggio (német nyelven). kicker.de
- Roberto Baggio (angol nyelven). eu-football.info
- Roberto Baggio (angol, német nyelven). transfermarkt.de, Transfermarkt GmbH & Co. KG.
- Roberto Baggio (angol nyelven). soccerbase.com
- Roberto Baggio adatlapja a worldfootball.net oldalon (angolul)